# اگاتنبورگ
اگاتنبورگ (به آلمانی: Agathenburg) یک شهر در آلمان است که در نیدرزاکسن واقع شده‌است.

## خصوصیات
اگاتنبورگ ۱۱٫۳۲ کیلومترمربع مساحت دارد ۱۶ متر بالاتر از سطح دریا واقع شده‌است.